# Banco Coca
El Banco Coca té el seu origen a la casa de banca fundada per Julián Coca Gascón a Guijuelo en 1893, però es va traslladar a Salamanca en 1924. En 1935 comptava amb uns recursos propis de cinc milions de pessetes, i gràcies als recursos aliens aconseguia una inversió en crèdits i títols de 15 milions. La casa de banca es va transformar en societat anònima en 1934, amb el nom Julián Coca Gascón, S.A, simplificat en 1941 a Banco Coca, S. A. El creixement d'aquesta entitat, en recursos propis i aliens, fou especialment vertiginós en la primera meitat de la dècada de 1950. En 1952 el Coca era el vint-i-novè banc espanyol per recursos propis, però en 1971 s'havia convertit en el divuitè, i en 1975 va començar a cotitzar en borsa.
De totes maneres, va romandre sota el control familiar fins al final de la seva trajectòria. Fins a 1955 l'entitat va estar presidida per Julián Coca Gascón, i quatre dels seus fills formaven part del Consell d'Administració. Un d'ells, Ignacio Coca García va succeir al pare al capdavant del banc, càrrec que va mantenir fins a la seva absorció pel Banc Espanyol de Crèdit en 1978. Aquest any Ignacio Coca controlava gairebé un 84% del capital social. La fi de l'entitat es va emmarcar en la crisi que va sofrir la banca espanyola entre 1977 i 1985, i l'absorció per Banesto va ser molt problemàtica, ja que en l'administració de l'entitat de Salamanca havien abundat les irregularitats, almenys en els últims temps. Les relacions d'Ignacio Coca amb l'Espanyol de Crèdit, al principi cordials (durant un temps va ser vicepresident), es van enterbolir en sortir a la llum els nombrosos problemes, la qual cosa va portar finalment Coca al suïcidi en 1986.